# Championnats d'Afrique de karaté
Les Championnats d'Afrique de karaté sont une compétition de karaté où s'affrontent les représentants des pays africains dans le cadre d’un certain nombre d’épreuves. Cette compétition annuelle est sous l'égide de l'Union des fédérations africaines de karaté.

## Éditions
| Édition | Année | Ville        | Pays           | Dates                          |
| ------- | ----- | ------------ | -------------- | ------------------------------ |
| 1re     | 1984  | Dakar        | Sénégal        |                                |
| 2e      | 1985  | Dakar        | Sénégal        |                                |
| 3e      | 1987  |              |                |                                |
| 4e      | 1992  |              |                |                                |
| 5e      | 1994  | Casablanca   | Maroc          |                                |
| 6e      | 1997  | Dakar        | Sénégal        |                                |
| 7e      | 1999  |              |                |                                |
| 8e      | 2001  | Antananarivo | Madagascar     | 7 au 8 juillet 2001            |
| 9e      | 2004  | Durban       | Afrique du Sud | 4 au 5 septembre 2004          |
| 10e     | 2005  | Luanda       | Angola         | 26 et 27 août 2005             |
| 11e     | 2007  | Johannesburg | Afrique du Sud | annulé                         |
| 12e     | 2008  | Cotonou      | Bénin          | 9 et 10 août 2008              |
| 13e     | 2010  | Le Cap       | Afrique du Sud | 6 et 7 août 2010               |
| 14e     | 2012  | Rabat        | Maroc          | 7 et 9 septembre 2012          |
| 15e     | 2014  | Dakar        | Sénégal        | 10 au 16 août 2014             |
| 16e     | 2017  | Yaoundé      | Cameroun       | 29 mai au 5 juin 2017          |
| 17e     | 2018  | Kigali       | Rwanda         | 28 août au 2 septembre 2018    |
| 18e     | 2019  | Gaborone     | Botswana       | 12 au 14 juillet 2019          |
| 19e     | 2020  | Tanger       | Maroc          | 7 au 9 février 2020            |
| 20e     | 2021  | Le Caire     | Égypte         | 3 au 5 décembre 2021           |
| 21e     | 2022  | Durban       | Afrique du Sud | 28 novembre au 4 décembre 2022 |
| 22e     | 2023  | Casablanca   | Maroc          | 14 au 20 août 2023             |
| 23e     | 2024  | Accra        | Ghana          | 7 au 9 mars 2024               |
| 24e     | 2025  | Abuja        | Nigeria        | 25 au 27 juillet 2025          |

| Édition | Année | Ville      | Pays           | Dates                          |
| ------- | ----- | ---------- | -------------- | ------------------------------ |
| 1       |       |            |                |                                |
| 2       |       |            |                |                                |
| 3       |       |            |                |                                |
| 4       | 2004  | Durban     | Afrique du Sud | 4 au 5 septembre 2004          |
| 5       |       |            |                |                                |
| 6       | 2009  | Alger      | Algérie        | 24 au 30 juillet               |
| 7       | 2013  | Tunis      | Tunisie        | 26 août au 2 septembre 2013    |
| 8       | 2017  | Yaoundé    | Cameroun       | 29 mai au 5 juin 2017          |
| 9       | 2018  | Kigali     | Rwanda         | 28 août au 2 septembre 2018    |
| 10      | 2019  | Gaborone   | Botswana       | 12 au 14 juillet 2019          |
| 11      | 2020  | Tanger     | Maroc          | 7 au 9 février 2020            |
| 12      | 2021  | Le Caire   | Égypte         | 3 au 5 décembre 2021           |
| 13      | 2022  | Durban     | Afrique du Sud | 28 novembre au 4 décembre 2022 |
| 14e     | 2023  | Casablanca | Maroc          | 14 au 20 août 2023             |